# Zemljansk
Zemljansk (Землянск in russo) è un centro abitato della Russia europea sudoccidentale, situata nel Semilukskij rajon  dell'Oblast' di Voronež. La prima attestazione in documenti ufficiali risale al 1657. Vi nacque Aleksandr Nikanorovič Novoskol'cev, pittore.